# Forte da Ilha das Naus
O Forte da Ilha das Naus localizava-se na ilha das Naus (Pulau Java ou Pulau Melaka), à entrada do porto de Malaca, na Malásia.
Entre 1606 e 1615 os portugueses erigiram uma bateria na ilha. Dela apenas se conhece a configuração com planta na forma de um quadrilátero irregular, com baluartes também de forma irregular nos vértices.
Posteriormente, para o mesmo local, foi projetado um forte com cerca de 55 metros quadrados. Em 1638, entretanto, a obra ainda não tinha passado das fundações, de tal modo que as muralhas estavam incompletas quando as forças da Companhia Neerlandesa das Índias Orientais (VOC) forçaram a entrada no porto de Malaca dois anos mais tarde. Desse modo, em 1640 os portugueses foram forçados a abandonar esse forte inacabado, sem que houvesse disparado um só tiro.
Em pouco tempo, após a conquista de Malaca (1641), os Neerlandeses completaram o forte português na ilha das Naus, que denominaram Fort Rood Eiland ("Forte da Ilha Vermelha").
Atualmente o forte encontra-se em ruínas, causadas pela erosão marinha.